# Ekmania
Ekmania é um género botânico pertencente à família Asteraceae.